# Důl Hlubina (Karviná)
Důl Hlubina v Karviné je bývalý hlubinný důl, který existoval v letech 1867 – 70. léta 20. století. Důl měl rozlohu 130 hektarů, 8 pater a jeho maximální hloubka byla 470 metrů .

## Historie
Důl Hlubina byl založen v roce 1867 hrabětem Janem Larisch-Mönnichem na úpatí kopce Ptáčník. Původní název dolu byl Hlavní, v roce 1871 došlo k přejmenování na Tiefbauschacht (překládáno jako Hlubina). V tomto roce došlo k hloubení těžní jámy. V roce 1881 byl důl napojen na železniční trať.
Dne 14. června 1894 byl důl postižen výbuchem na sousedním dole Františka, těžba byla na dole obnovena již před Vánoci 1894, úroveň těžby před katastrofou byla ovšem dosažena až na konci 19. století. Na 7. patře dolu byla nejdelší podzemní lanovka v revíru (880 metrů), která zajišťovala dopravu důlních vozíků. Těžba uhlí v roce 1897 byla 137 629 tun. V roce 1905 zde byl také instalován první plně elektrický těžní stroj Ilgner v Rakousko-Uhersku. Na dole bylo prádlo uhlí Braun, které bylo využíváno i dolem Jindřich a Františka.
Pracovníci dolu bydleli v hornických koloniích Pohraniční a Grauerova. Kolonie Pohraniční byla postavena v letech 1895 – 1921 a měla 45 domů. Kolonie Granerova byla budována v letech 1899 – 1908 a měla 17 domů. V důsledku poddolování byly obě dvě kolonie postupně zbourány.
Během první světové války dosahoval důl nejvyšší těžby v rámci podniků Larisch-Mönnichů, nejvyšší roční těžby bylo dosaženo v roce 1916 (přes 350 tis. tun). Za první republiky pracovalo na dole až 800 zaměstnanců.
Po druhé světové válce byl důl znárodněn a v roce 1951 se stal jako závod 2 součásti velkodolu Československá armáda. V roce 1952 proběhla na dole elektrifikace a začaly se nasazovat sovětské kombajny Donbas. V roce 1954 bylo ukončena činnost prádla, těžba byla ukončena v roce 1963. Těžní jáma dosáhla maximální hloubky 478 metrů a byla zasypána v roce 1963. Výdušná jáma s maximální hloubkou 483 metrů byla zasypána v roce 1968. Povrchové prostory byly zbourány a rekultivovány.